# Гироскопия
Гироскопия — раздел приборостроения, занимающийся построением приборов ориентации, стабилизации и навигации. Название гироскопия образовано от названия устройства гироскоп, который являлся основным чувствительным элементом в подобных приборах.

## Развитие гироскопии в России
Данная отрасль существует только в технически развитых странах мира. Наибольшее развитие данной отрасли в СССР наблюдалось в конце 1980-х годов. В настоящий момент объёмы производства в этой отрасли в России сократились в десятки раз по сравнению с объёмами производства в СССР.
Основными предприятиями в области гироскопии в России являются:
- Центральный регион
  - ГНЦ РФ АО «Концерн «ЦНИИ «Электроприбор»
  - ФГУП «НПЦ АП» им. академика Н. А. Пилюгина
  - Раменский приборостроительный завод
  - ФГУП МЗЭМА
  - ОАО МНПК «Авионика»
  - ОАО ЦНИИ «Дельфин»
  - НИИ ПМ им. В.И. Кузнецова (Филиал ФГУП "ЦЭНКИ")

Учебными заведениями в России, выпускающими специалистов в данной области техники, являются МГТУ им. Баумана,МАИ, "МАТИ"-РГТУ им. К.Э. Циолковского, СГТУ, ТулГУ, СПбГУАП, КНИТУ-КАИ В России также выходит специализированный журнал «Гироскопия и навигация» .